# منتخب كوبا لكرة السلة للسيدات
منتخب كوبا الوطني لكرة السلة للسيدات هو المنتخب الذي يمثل كوبا في منافسات كرة السلة الدولية للنساء، والذي يقوم إتحاد كوبا لكرة السلة بإدارة شؤونه، أبرز إنجازاته هو فوزه ببطولة الأمريكيتان لكرة السلة 4 مرات ويحتل المركز الرابع عشر في تصنيف فيبا لكرة السلة.